# 梅特利奇納嶺
梅特利奇納嶺（英語：Metlichina Ridge）是南極洲的山嶺，位於葛拉漢地，長12.6公里、寬3.9公里，西南面是明祖哈爾冰川，最高點海拔高度850米，以保加利亞南部鄉鎮命名。

## 外部連結

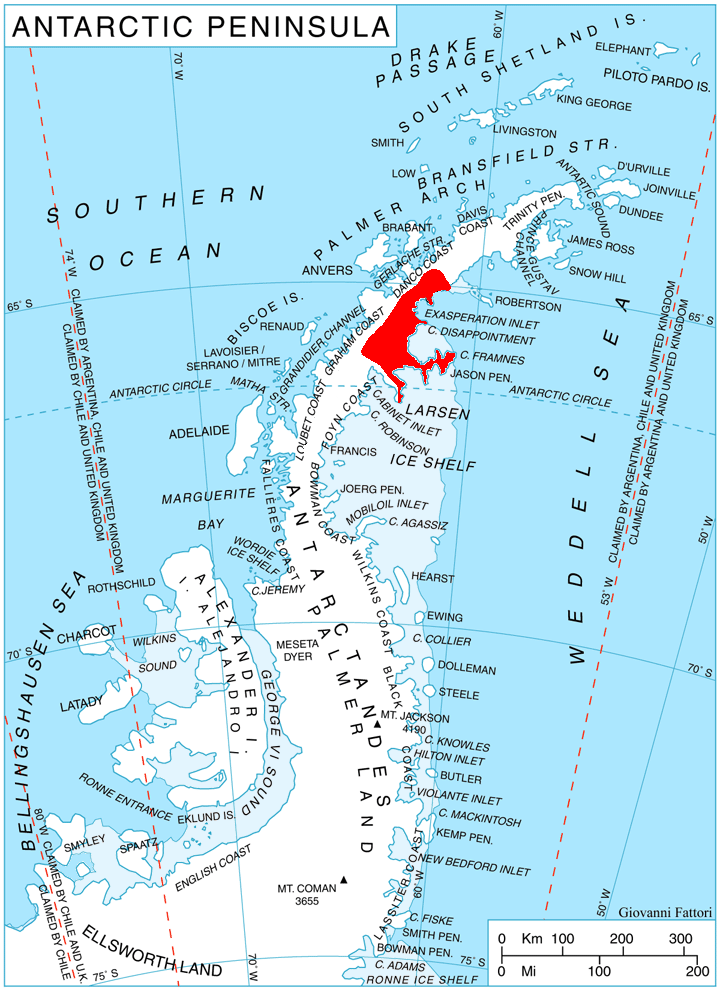

- Metlichina Ridge. （页面存档备份，存于） SCAR Composite Antarctic Gazetteer.

65°10′00″S 62°04′00″W / 65.16667°S 62.06667°W